# Вооружённые силы Намибии
Вооружённые силы Намибии (Силы обороны Намибии) (англ. Namibia Defence Force) — военная организация Намибии, предназначенная для обороны Республики, защиты свободы и независимости Намибии, одно из важнейших орудий политической власти.

## Общие сведения
| Вооружённые силы Намибии                                        | Вооружённые силы Намибии |
| --------------------------------------------------------------- | --- |
| Виды вооружённых сил:                                           | Сухопутные войска (англ. Namibian Army) Морские силы (англ. Namibian Navy) Военно-воздушные силы (англ. Namibian Air Force)                                                               |
| Призывной возраст и порядок комплектования:                     | Вооружённые силы Намибии комплектуются исключительно на контрактной основе лицами мужского пола, призыв не осуществляется; с 18 лет возможно добровольное прохождение контрактной службы. |
| Человеческие ресурсы, доступные для воинской службы:            | мужчины в возрасте 16-49: 568,231 (2010 оценочно) |
| Человеческие ресурсы, пригодные для воинской службы:            | мужчины в возрасте 16-49: 351,431 женщины в возрасте 16-49: 311,513 (2010 оценочно) |
| Человеческие ресурсы, ежегодно достигающие призывного возраста: | мужчины: 26,413 женщины: 26,038 (2010 оценочно) |
| Военные расходы — процент от ВВП:                               | 3.7% (2006) 30 место в мире |

## Организационная структура
Главнокомандующий Силами обороны является высшим офицером и осуществляет общее командование силами. Начальники служб - это двухзвездочные генералы, офицеры ВВС и флаг-офицеры, командующие своими родами войск. Управлениями Сил обороны руководят однозвездочные генералы, офицеры ВВС и флагманы. Исключение составляет Объединенное оперативное управление, главой которого является генерал-майор. Объединенное оперативное управление отвечает за развертывание сил.
- Главнокомандующий Силами обороны: Маршал авиации Мартин Пинехас.
  - Командующий сухопутными войсками: генерал-майор Актофель Намбаху
  - Командующий ВВС: вице-маршал авиации Теофилус Шаенде
  - Командующий ВМС: контр-адмирал Альвендо Амунгулу
    - Начальник штаба; объединенные операции: генерал-майор Джошуа Намхиндо
    - Начальник штаба; отдел кадров: коммодор авиации Ретовени Мухендже
    - Начальник штаба; оборонная разведка:
    - Начальник штаба; медицинские службы: бригадный генерал д-р С.С. Ндейтунга
    - Начальник штаба; информационно-коммуникационные технологии:
    - Начальник штаба; логистика:
    - Начальник штаба; Генеральный инспектор обороны:

### Главнокомандующий Силами обороны
Главнокомандующим Сил обороны всегда является трехзвездочный генерал из офицерского корпуса. Первым главнокомандующим был генерал-лейтенант Димо Хамаамбо. Ранее он был командиром национально-освободительной армии Намибии и участвовал в битве при Кассинге. Генерал-лейтенант Хамаамбо стал первым, кто был похоронен на мемориале "Акко Героев" за пределами Виндхука через несколько дней после его официального открытия в 2002 году. Генерал-лейтенант Соломон Хувала сменил Хамаамбо на посту главнокомандующего после того, как Хамаамбо вышел в отставку. После ухода генерал-лейтенанта Хувалы в отставку в октябре 2006 года НСО возглавил генерал-лейтенант Мартин Шалли.
Президент Хификепунье Похамба отстранил генерал-лейтенанта Шалли от должности начальника Сил обороны в 2009 году из-за обвинений в коррупции, относящихся к периоду, когда Шалли занимал пост Верховного комиссара Намибии в Замбии. Во время отстранения командующий армией генерал-майор Питер Намбундунга был временно исполняющим обязанности главнокомандующего. В январе 2011 года Шалли был вынужден уйти в отставку; пост главнокомандующего NDF занял Эпафрас Денга Ндайтва. Ндайтва находился на этой должности до 31 декабря 2013 года, когда пост начальника NDF занял генерал-майор Джон Мутва.
- 1990-2000 - Генерал-лейтенант Димо Хамаамбо.
- 2000-2006 - Генерал-лейтенант Соломон Хувала.
- 2006-2011 - Генерал-лейтенант Мартин Шалли.
- 2011-2013 - Генерал-лейтенант Эпафрас Денга Ндайтва.
- 2013-2020 - Генерал-лейтенант Джон Мутва.
- 2020-н.в. - маршал авиации Мартин Пинехас.

### Воинские звания
Звания НСО основаны на структуре званий Содружества. В НСО нет утвержденного звания четырехзвездного генерала. Главнокомандующий Сил обороны - это единственная должность, назначение на которую сопровождается повышением в звании до генерал-лейтенанта для офицера армии, маршала авиации для офицера ВВС и вице-адмирала для офицера ВМС. Командующие родами войск, т. е. командующие армией, ВВС и ВМС, имеют звания генерал-майора, вице-маршала авиации и контр-адмирала соответственно. Звание бригадира также было преобразовано в бригадного генерала. Начальники управлений всегда являются бригадными генералами.
| Сухопутные войска  | Военно-воздушные силы | Военно-морской флот         |
| Главные офицеры    | Офицеры авиации       | Флагманы                    |
| ------------------ | --------------------- | --------------------------- |
| Lieutenant general | Air marshal           | Vice admiral                |
| Major General      | Air Vice Marshal      | Rear Admiral                |
| Brigadier General  | Air Commodore         | Rear Admiral (Junior Grade) |
| Старшие офицеры    |                       |                             |
| Colonel            | Group captain         | Captain (navy)              |
| Lieutenant colonel | Wing commander        | Commander                   |
| Major              | Squadron leader       | Lieutenant commander        |
| Средние офицеры    |                       |                             |
| Captain            | Flight lieutenant     | Lieutenant (navy)           |
| Lieutenant         | Flying officer        | Lieutenant (junior grade)   |
| 2nd lieutenant     | Pilot officer         | Ensign                      |
| Уорент-офицеры     |                       |                             |
| Warrant officer 1  | Warrant officer 1     | Warrant officer 1           |
| Warrant officer 2  | Warrant officer 2     | Warrant officer 2           |
| Унтер-офицеры      |                       |                             |
| Staff sergeant     | Flight sergeant       | Chief petty officer         |
| Sergeant           | Sergeant              | Petty officer               |
| Сержанты           |                       |                             |
| Corporal           | Aircraftman           | Leading seaman              |
| Lance corporal     | Leading aircraftman   | Able seaman                 |
| Рядовые            |                       |                             |
| Рядовой            | Рядовой               | Матрос                      |

## Состав вооружённых сил

### Сухопутные войска
Корпус морской пехоты Намибии используют автоматы АК 105

### Военно-морские силы
Созданы в 2004 году и состоят из небольшого числа легких катеров.

### Военно-воздушные силы

#### Боевой состав
| Название                                 | Изображение                              | Тип                                      | Страна производства                      | Количество                               |                                          |
| Истребители, в том числе учебно - боевые | Истребители, в том числе учебно - боевые | Истребители, в том числе учебно - боевые | Истребители, в том числе учебно - боевые | Истребители, в том числе учебно - боевые | Истребители, в том числе учебно - боевые |
| ---------------------------------------- | ---------------------------------------- | ---------------------------------------- | ---------------------------------------- | ---------------------------------------- | ---------------------------------------- |
| Chengdu F-7NM                            |                                          | Истребитель                              | Китай                                    | 6                                        |                                          |
| Chengdu FT-7NG                           |                                          | Учебно-боевой самолёт                    | Китай                                    | 2                                        |                                          |
| Hongdu JL-8                              |                                          | Учебно-боевой самолёт                    | Китай                                    | 12                                       |                                          |
| Транспортные самолёты                    |                                          |                                          |                                          |                                          |                                          |
| Ан-26                                    |                                          | Военно-транспортный самолёт              | СССР                                     | 2                                        |                                          |
| O-2A Skymaster                           |                                          | Пассажирский самолёт                     | США                                      | 5                                        |                                          |
| Harbin Y-12                              |                                          | Пассажирский самолёт                     | Китай                                    | 2                                        |                                          |
| Learjet 36                               |                                          | Административный самолёт                 | США                                      | 1                                        |                                          |
| Dassault Falcon 900                      |                                          | Административный самолёт                 | Франция                                  | 1                                        |                                          |
| Вертолёты                                |                                          |                                          |                                          |                                          |                                          |
| Ми-25                                    |                                          | Ударный вертолёт                         | Россия                                   | 2                                        |                                          |
| Ми-17                                    |                                          | Многоцелевой вертолёт                    | Россия                                   | 1                                        |                                          |
| SA.316B Alouette III                     |                                          | Многоцелевой вертолёт                    | Франция                                  | 3                                        |                                          |
| SA.315B Lama                             |                                          | Многоцелевой вертолёт                    | Франция                                  | 1                                        |                                          |
| H425                                     |                                          | Многоцелевой вертолёт                    | Китай                                    | 1                                        |                                          |

ПВО:
Стрела-2 (Россия)